# Фер игра (филм)
Фер игра (енгл. Fair Game) је амерички акциони трилер филм из 1995. у режији Ендру Сајпса. Сценарио је написао Чарли Флечер. У филму глуме Синди Крофорд и Вилијам Болдвин.

## Радња
Кетрин Меквин (Синди Крафорд), лепа адвокатица, несвесно се меша у велику игру бившег КГБ-а. Желе да је уклоне као малу, али досадну сметњу. Међутим, случај је доводи до детектива Макса Киркпатрика (Вилијем Болдвин), који се такође увлачи у „игру“ и губи тројицу својих пријатеља – из полиције.
Заједно покушавају да се сакрију, али њихови прогонитељи стално знају где се њих двоје налазе. Почиње прави лов у коме се не види ко је ловац, а ко жртва.

## Улоге
| Глумац              | Улога              |
| ------------------- | ------------------ |
| Вилијам Болдвин     | Макс Киркпатрик    |
| Синди Крофорд       | Кетрин Меквин      |
| Стивен Беркоф       | пуковник Иља Казак |
| Кристофер Мекдоналд | поручник Мајерсон  |
| Салма Хајек         | Рита               |
| Џенет Голдстин      | Роза               |
| Олек Крупа          | Жуков              |
| Мигел Сандовал      | Емилио Хуанторена  |
| Марк Меколи         | Навигатор          |
| Пол Дилон           | Леонид Волков      |
| Густав Винтас       | Степан             |
| Ентони Короне       | разбијач шифри     |